# Leichtathletik-U18-Europameisterschaften

Die Leichtathletik-U18-Europameisterschaften (englisch European Athletics U18 Championships), im Jahr 2016 als Leichtathletik-Jugendeuropameisterschaften (European Athletics Youth Championships) bezeichnet, wurden auf dem Kongress des Europäischen Leichtathletikverbandes (englisch: European Athletics Congress) am 12./13. April 2013 in Skopje (Mazedonien), bei dem alle 50 Mitgliedsverbände vertreten waren, einstimmig ins Leben gerufen. Im zweijährigen Rhythmus finden sie seit 2016 jeweils Anfang Juli statt. Startberechtigt sind Teilnehmer im Alter von 17 Jahren oder jünger (kurz: U18).
Das Wettkampfprogramm entspricht dem der Leichtathletik-U18-Weltmeisterschaften, mit der Möglichkeit Stabhochsprung dem Achtkampf hinzuzufügen. Je Disziplin sind maximal zwei Athletinnen beziehungsweise Athleten pro Nation startberechtigt. Es ist neben den Leichtathletik-U20-Europameisterschaften und den Leichtathletik-U23-Europameisterschaften die dritte von der European Athletic Association (EAA) organisierte Europameisterschaft für eine Altersgruppe.
Die ersten Leichtathletik-Jugendeuropameisterschaften wurden vom 14. bis 17. Juli 2016 in Tiflis ausgetragen. Durch die Jahreswahl alternieren die Wettkämpfe mit dem Europäischen Olympischen Jugendfestival, einer anderen zweijährlich stattfinden U18-Veranstaltung, die durch die Europäischen Olympischen Komitees unterstützt wird.
Ende April 2016 beschloss das European Athletics Council auf seiner Sitzung in Amsterdam die Vergabe der Jugendeuropameisterschaften 2018 nach Győr (Ungarn) und 2020 nach Rieti (Italien).

## Wettkämpfe
| 1 | 2016 | Tiflis          | Georgien | 14. bis 17. Juli | Athletics Stadium of Tbilisi | 900  | 46 |   |   |
| 2 | 2018 | Győr            | Ungarn   | 12. bis 15. Juli | Olimpiai Sportpark           | 1135 | 50 |   |   |
| – | 2020 | Rieti           | Italien  | abgesagt         | Stadio Raul Guidobaldi       | −    | −  | − | − |
| 3 | 2022 | Jerusalem       | Israel   | 4. bis 7. Juli   | Givat-Ram-Stadion            | 957  | 48 |   |   |
| 4 | 2024 | Banska Bystrica | Slowakei | 18. bis 21. Juli | Štadión SNP                  | 1187 | 48 |   |   |
| 5 | 2026 | Rieti           | Italien  | 14. bis 17. Juli | Stadio Raul Guidobaldi       |      |    |   |   |

## Meisterschaftsrekorde

### Männer
| Disziplin                  | Rekord             | Athlet                                                                  | Datum           | Ort             | Ref    |
| -------------------------- | ------------------ | ----------------------------------------------------------------------- | --------------- | --------------- | ------ |
| 100 m                      | 10,32 s (+0,6 m/s) | Marek Zakrzewski                                                        | 5. Juli 2022    | Jerusalem       | [ 4 ]  |
| 200 m                      | 20,81 s (+0,7 m/s) | Diego Nappi                                                             | 20. Juli 2024   | Banská Bystrica |        |
| 400 m                      | 46,50 s            | Stanisław Strzelecki                                                    | 20. Juli 2024   | Banská Bystrica |        |
| 800 m                      | 1:47,36 min        | Max Burgin                                                              | 8. Juli 2018    | Győr            | [ 5 ]  |
| 1500 m                     | 3:49,99 min        | Niels Laros                                                             | 6. Juli 2022    | Jerusalem       | [ 6 ]  |
| 3000 m                     | 8:07,03 min        | Aldin Ćatović                                                           | 21. Juli 2024   | Banská Bystrica |        |
| 110 m Hürden (91,4 cm)     | 13,19 s (+0,8 m/s) | Sam Bennett                                                             | 7. Juli 2018    | Győr            | [ 7 ]  |
| 400 m Hürden (84 cm)       | 49,42 s            | Michal Rada                                                             | 21. Juli 2024   | Banská Bystrica |        |
| 2000 m Hindernis           | 5:43,92 min        | Baptiste Guyon                                                          | 8. Juli 2018    | Győr            | [ 8 ]  |
| Hochsprung                 | 2,18 m             | Lucas Mihota                                                            | 16. Juli 2016   | Tiflis          | [ 9 ]  |
| Stabhochsprung             | 5,46 m             | Pål Haugen Lillefosse                                                   | 8. Juli 2018    | Győr            | [ 10 ] |
| Weitsprung                 | 8,04 m (+1,8 m/s)  | Mattia Furlani                                                          | 5. Juli 2022    | Jerusalem       | [ 11 ] |
| Dreisprung                 | 16,03 m (−2,2 m/s) | Martin Lamou                                                            | 17. Juli 2016   | Tiflis          | [ 12 ] |
| Kugelstoßen (5 kg)         | 21,51 m            | Odysseas Mouzenidis                                                     | 15. Juli 2016   | Tiflis          | [ 13 ] |
| Diskuswurf (1,5 kg)        | 64,51 m            | Mychajlo Brudin                                                         | 5. Juli 2022    | Jerusalem       | [ 14 ] |
| Hammerwurf (5 kg)          | 87,82 m            | Mychajlo Kochan                                                         | 7. Juli 2018    | Győr            | [ 15 ] |
| Speerwurf (700 g)          | 80,01 m            | Marek Mucha                                                             | 7. Juli 2018    | Győr            | [ 16 ] |
| Zehnkampf                  | 7626 Punkte        | Amadeus Gräber                                                          | 6.–7. Juli 2022 | Jerusalem       | [ 17 ] |
| 10.000 m Gehen             | 44:01,60 min       | Frederick Weigel                                                        | 7. Juli 2022    | Jerusalem       | [ 18 ] |
| Sprintstaffel (1000 Meter) | 1:51,62 min        | Nikodem Dymiński Jakub Foremny Bartłomiej Adamczyk Stanisław Strzelecki | 21. Juli 2024   | Banská Bystrica |        |

### Frauen
| Disziplin                  | Rekord             | Athletin                                                           | Datum         | Ort             | Ref    |
| -------------------------- | ------------------ | ------------------------------------------------------------------ | ------------- | --------------- | ------ |
| 100 m                      | 11,39 s (+1,8 m/s) | Nia Wedderburn-Goodison                                            | 5. Juli 2022  | Jerusalem       | [ 19 ] |
| 200 m                      | 23,09 s (+1,0 m/s) | Elisa Valensin                                                     | 20. Juli 2024 | Banská Bystrica |        |
| 400 m                      | 51,89 s            | Anastazja Kuś                                                      | 20. Juli 2024 | Banská Bystrica |        |
| 800 m                      | 2:04,23 min        | Adéla Holubová                                                     | 21. Juli 2024 | Banská Bystrica |        |
| 1500 m                     | 4:13,01 min        | Lyla Belshaw                                                       | 21. Juli 2024 | Banská Bystrica |        |
| 3000 m                     | 9:18,05 min        | Sarah Healy                                                        | 6. Juli 2018  | Győr            | [ 5 ]  |
| 100 m Hürden (76,2 cm)     | 12,86 s (+2,0 m/s) | Laura Frličková                                                    | 18. Juli 2024 | Banská Bystrica |        |
| 400 m Hürden               | 58,00 s            | Nina Radová                                                        | 21. Juli 2024 | Banská Bystrica |        |
| 2000 m Hindernis           | 6:20,22 min        | Jolanda Kallabis                                                   | 6. Juli 2022  | Jerusalem       | [ 20 ] |
| Hochsprung                 | 1,94 m             | Jaroslawa Mahutschich                                              | 8. Juli 2018  | Győr            | [ 5 ]  |
| Stabhochsprung             | 4,26 m             | Leni Freyja Wildgrube                                              | 7. Juli 2018  | Győr            | [ 5 ]  |
| Weitsprung                 | 6,37 m (+1,8 m/s)  | María Vicente                                                      | 6. Juli 2018  | Győr            | [ 5 ]  |
| Dreisprung                 | 13,95 m (+1,1 m/s) | María Vicente                                                      | 8. Juli 2018  | Győr            | [ 5 ]  |
| Kugelstoßen (3 kg)         | 18,50 m            | Alexandra Emilianov                                                | 16. Juli 2016 | Tiflis          | [ 21 ] |
| Diskuswurf                 | 58,09 m            | Alexandra Emilianov                                                | 15. Juli 2016 | Tiflis          | [ 22 ] |
| Hammerwurf (3 kg)          | 74,36 m            | Walerija Iwanenko                                                  | 5. Juli 2018  | Győr            | [ 5 ]  |
| Speerwurf (500 g)          | 61,07 m            | Vita Barbić                                                        | 21. Juli 2024 | Banská Bystrica |        |
| Siebenkampf                | 6221 Punkte        | María Vicente                                                      | 6. Juli 2018  | Győr            | [ 23 ] |
| 5000 m Gehen               | 21:50,80 min       | Serena di Fabio                                                    | 19. Juli 2024 | Banská Bystrica |        |
| Sprintstaffel (1000 Meter) | 2:05,23 min        | Viola Canovi Margherita Castellani Laura Frattaroli Elisa Valensin | 21. Juli 2024 | Banská Bystrica |        |

## Ewiger Medaillenspiegel
Insgesamt wurden bei Leichtathletik-U18-Europameisterschaften 161 Gold-, 161 Silber- und 159 Bronzemedaillen von Athleten aus 36 Staaten gewonnen. Die nachfolgende Tabelle enthält die 20 erfolgreichsten Nationen in lexikographischer Ordnung (Stand: nach den Leichtathletik-U18-Europameisterschaften 2024).
| Platz | Land                   | Gold | Silber | Bronze | Total |
| ----- | ---------------------- | ---- | ------ | ------ | ----- |
| 01    | Vereinigtes Königreich | 22   | 12     | 15     | 49    |
| 02    | Italien                | 17   | 15     | 12     | 44    |
| 03    | Deutschland            | 15   | 16     | 11     | 42    |
| 04    | Frankreich             | 10   | 15     | 12     | 37    |
| 05    | Polen                  | 8    | 6      | 11     | 25    |
| 06    | Spanien                | 7    | 9      | 9      | 25    |
| 07    | Tschechien             | 7    | 6      | 3      | 16    |
| 08    | Norwegen               | 6    | 6      | 4      | 16    |
| 09    | Griechenland           | 6    | 4      | 5      | 15    |
| 10    | Ukraine                | 6    | 4      | 1      | 11    |
| 11    | Schweden               | 5    | 8      | 7      | 20    |
| 12    | Finnland               | 5    | 4      | 9      | 18    |
| 13    | Belarus                | 5    | 3      | 1      | 9     |
| 14    | Niederlande            | 4    | 4      | 5      | 13    |
| 15    | Irland                 | 4    | 4      | 4      | 12    |
| 16    | Ungarn                 | 3    | 9      | 1      | 13    |
| 17    | Türkei                 | 3    | 7      | 6      | 16    |
| 18    | Rumänien               | 3    | 2      | 5      | 10    |
| 19    | Serbien                | 3    | 2      | 3      | 8     |
| 20    | Zypern                 | 3    | 1      | 1      | 5     |

## Nachweise
1. ↑  Jan-Henner Reitze: Flash-News des Tages. (Memento vom 17. Juli 2016 im Internet Archive). Auf leichtathletik.de, 13. April 2013, abgerufen am 11. Juli 2022.
2. ↑  Duncan Mackay: European Athletics Under-18 Championships awarded to Győr and Rieti. Auf insidethegames.biz, 24. April 2016, abgerufen am 11. Juli 2022.
3. ↑  Silke Bernhart: „Die U18-Europameisterschaften in Rieti fallen der Corona-Pandemie zum Opfer“ – Nachrichtentitel: U18-Europameisterschaften 2021 in Rieti abgesagt;
auf: leichtathletik.de. 2. April 2021. Abgerufen am 11. Juli 2022.
4. ↑  100m Men Final Results. European Athletic Association. 5. Juli 2022. Abgerufen via web.archive.org am 9. September 2022.
5. 1 2 3 4 5 6 7  U18 Championships Győr 2018 5-8 July 2018 Results Book – pzla.pl (PDF). 5. Juli 2018. Abgerufen am 10. Juli 2022.
6. ↑  1500m Men Final Results. European Athletic Association. 6. Juli 2022. Abgerufen via web.archive.org am 9. September 2022.
7. ↑  110m Hurdles (91.4cm) Boys Final Results. European Athletic Association, 7. Juli 2018, archiviert vom Original; abgerufen am 10. Juli 2022.
8. ↑  2000m Steeplechase Boys Final Results. European Athletic Association, 8. Juli 2018, archiviert vom Original; abgerufen am 10. Juli 2018.
9. ↑  High Jump Boys Final. domtel-sport.pl, 16. Juli 2016, abgerufen am 10. Juli 2022.
10. ↑  Pole Vault Boys Final. European Athletic Association. 8. Juli 2018. Abgerufen via web.archive.org am 10. September 2022.
11. ↑  Long Jump Men Final Results. European Athletic Association. 5. Juli 2022. Abgerufen via web.archive.org am 9. September 2022.
12. ↑  Triple Jump Boys Final. domtel-sport.pl, 17. Juli 2016, abgerufen am 10. Juli 2022.
13. ↑  Shot Put Boys Final. domtel-sport.pl, 15. Juli 2016, abgerufen am 10. Juli 2022.
14. ↑  Discus Throw (1.5kg) Boys Final Results. European Athletic Association. 5. Juli 2022. Abgerufen via web.archive.org am 9. September 2022.
15. ↑  Hammer Throw (5kg) Boys Final. European Athletic Association. 7. Juli 2018. Abgerufen via web.archive.org am 10. September 2022.
16. ↑  Javelin Throw (700g) Boys Final Results. European Athletic Association, 7. Juli 2018, archiviert vom Original; abgerufen am 10. Juli 2022.
17. ↑  Decathlon Men U18 Results Final. European Athletic Association. 7. Juli 2022. Abgerufen via web.archive.org am 9. September 2022.
18. ↑  10000m Race Walk Men Final Results. European Athletic Association. 7. Juli 2022. Abgerufen via web.archive.org am 9. September 2022.
19. ↑  100m Women Final Results. European Athletic Association. 5. Juli 2022. Abgerufen via web.archive.org am 9. September 2022 (englisch).
20. ↑  2000m Steeplechase Women Final Results. European Athletic Association. 6. Juli 2022. Abgerufen via web.archive.org am 9. September 2022 (englisch).
21. ↑  Shot Put Girls Final. domtel-sport.pl, 16. Juli 2016, abgerufen am 10. Juli 2022.
22. ↑  Discus Throw Girls Final. domtel-sport.pl, 15. Juli 2016, abgerufen am 10. Juli 2022.
23. ↑  Heptathlon Girls Final Results. European Athletic Association, 6. Juli 2018, archiviert vom Original; abgerufen am 10. Juli 2022.